# Канада-малья

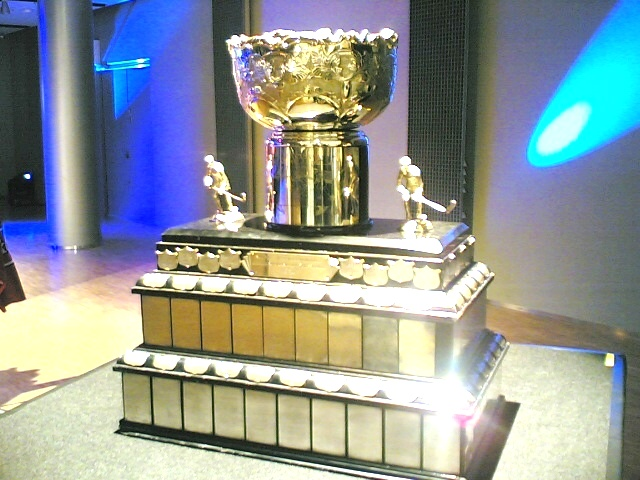
Канада-малья

Канада-малья (с фин. — «Канадский Кубок»), главный трофей финского хоккейного чемпионата — СМ-лиги, вручаемый победителю плей-офф. Своё название приз получил из-за того что был предоставлен Канадской ассоциацией этнических финнов в 1951 году. 
Победитель регулярного сезона СМ-Лиги получает «Приз Харри Линдблада», который считается не таким престижным по сравнению с Канада-малья.

## Все обладатели
| Год  | Чемпион   | Серебряный призер | Бронзовый призер | Победитель регулярного чемпионата |
| 1976 | ТПС       | «Таппара»         | «Эссят»          | ТПС                               |
| 1977 | «Таппара» | ТПС               | «КооВеэ»         | «Таппара»                         |
| 1978 | «Ассат»   | «Таппара»         | ТПС              | «Таппара»                         |
| 1979 | «Таппара» | «Эссят»           | ТПС              | «Эссят»                           |
| 1980 | ХИФК      | «Эссят»           | «Кярпят»         | ТПС                               |
| 1981 | «Кярпят»  | «Таппара»         | ТПС              | «Таппара»                         |
| 1982 | «Таппара» | ТПС               | ХИФК             | ТПС                               |
| 1983 | ХИФК      | «Йокерит»         | «Ильвес»         | «Йокерит»                         |
| 1984 | «Таппара» | «Эссят»           | «Кярпят»         | «Таппара»                         |
| 1985 | «Ильвес»  | ТПС               | «Кярпят»         | ТПС                               |
| 1986 | «Таппара» | ХИФК              | «Кярпят»         | «Таппара»                         |
| 1987 | «Таппара» | «Кярпят»          | ХИФК             | «Кярпят»                          |
| 1988 | «Таппара» | «Лукко»           | ХИФК             | «Ильвес»                          |
| 1989 | ТПС       | ЮП ХТ             | «Ильвес»         | ТПС                               |
| 1990 | ТПС       | «Ильвес»          | «Таппара»        | ТПС                               |
| 1991 | ТПС       | «КалПа»           | ХПК              | ТПС                               |
| 1992 | «Йокерит» | ЮП ХТ             | ХИФК             | ЮП ХТ                             |
| 1993 | ТПС       | ХПК               | ЮП ХТ            | ТПС                               |
| 1994 | «Йокерит» | ТПС               | «Лукко»          | ТПС                               |
| 1995 | ТПС       | «Йокерит»         | «Эссят»          | «Йокерит»                         |
| 1996 | «Йокерит» | ТПС               | «Лукко»          | «Йокерит»                         |
| 1997 | «Йокерит» | ТПС               | ХПК              | «Йокерит»                         |
| 1998 | ХИФК      | «Ильвес»          | «Йокерит»        | ТПС                               |
| 1999 | ТПС       | ХИФК              | ХПК              | ТПС                               |
| 2000 | ТПС       | «Йокерит»         | ХПК              | ТПС                               |
| 2001 | ТПС       | «Таппара»         | «Ильвес»         | «Йокерит»                         |
| 2002 | «Йокерит» | «Таппара»         | ХПК              | «Таппара»                         |
| 2003 | «Таппара» | «Кярпят»          | ХПК              | ХПК                               |
| 2004 | «Кярпят»  | ТПС               | ХИФК             | ТПС                               |
| 2005 | «Кярпят»  | «Йокерит»         | ХПК              | «Кярпят»                          |
| 2006 | ХПК       | «Эссят»           | «Кярпят»         | «Кярпят»                          |
| 2007 | «Кярпят»  | «Йокерит»         | ХПК              | «Кярпят»                          |
| 2008 | «Кярпят»  | «Эспоо Блюз»      | «Таппара»        | «Кярпят»                          |
| 2009 | ЮИП       | «Кярпят»          | «КалПа»          | «ЮИП»                             |
| 2010 | ТПС       | ХПК               | ЮИП              | ЮИП                               |
| 2011 | ХИФК      | «Эспоо Блюз»      | «Лукко»          | ЮИП                               |